# Eupithecia brachyptera
Eupithecia brachyptera är en fjärilsart som beskrevs av Louis Beethoven Prout 1913. Eupithecia brachyptera ingår i släktet Eupithecia och familjen mätare. Inga underarter finns listade i Catalogue of Life.